# Kevin Neufeld
Kevin Neufeld, född den 6 november 1960 i St. Catharines, Kanada, död den 26 februari 2022 i Victoria, var en kanadensisk roddare.
Han tog OS-guld i åtta med styrman i samband med de olympiska roddtävlingarna 1984 i Los Angeles.